# Theodor Haecker
Theodor Haecker, född 4 juni 1879 i Eberbach, död 9 april 1945 i Ustersbach, var en tysk författare, kulturkritiker och översättare.
Theodor Haecker växte upp i Esslingen am Neckar, där han arbetade vid förlaget Schreiber-Verlag. 1905 flyttade han till München för att studera, och kom att bo kvar där till 1944. Han blev huvudsakligen känd som översättare av Søren Kierkegaards dagböcker, Vergilius ekloger och den engelske kardinalen John Henry Newman. Under inflytande av Newman konverterade han 1921 till katolicismen och publicerade därefter kulturkritiska essayer i tidskrifterna Der Brenner och Hochland. På grund av hans avvisande inställning till nazismen fick han 1936 tal- och utgivningsförbud. De privata dagböckerna från den följande tiden publicerades postumt 1947 som Tag- und Nachtbücher, och räknas som ett av de mest betydelsefulla verken från de tyska intellektuellas inre emigration. När hans hem i München förstördes vid ett bombattentat flyttade han till Ustersbach, där han dog av insulinbrist 9 april 1945.
Haecker var mentor åt Hans och Sophie Scholl, som var medlemmar av motståndsrörelsen Den vita rosen. 1995 instiftade Esslingen am Neckar Theodor-Haecker-priset till hans minne.